# 2xC

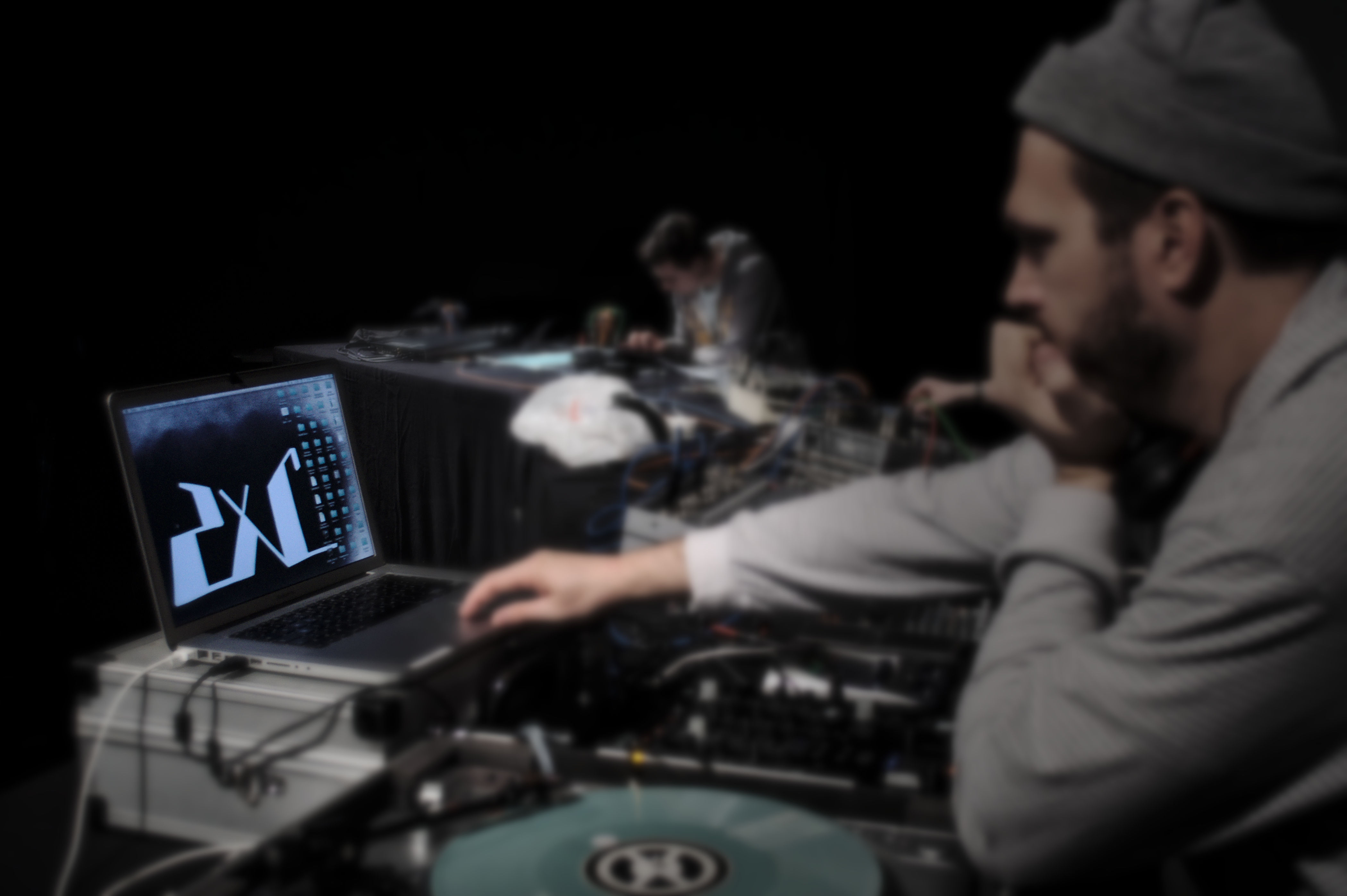
2xC, 2014

2xC (bürgerlicher Name Christian Claus; * 1982 in Kassel) ist ein deutscher Medienkünstler, DJ und Turntablist.

## Werk
Neben Ausstellungen und Aufführungen, u. a. bei den ARD-Hörspieltagen 2013 und dem Beyond Festival 2011 in Karlsruhe, veröffentlichte er Publikationen für ZEIT Online und stylemag, arbeitete als DJ Coach und wirkte bei zahlreichen Radiobeiträgen für SWR2 mit.
2xC tritt häufig als DJ in Clubs und Bars in Karlsruhe in Erscheinung. Das musikalische Spektrum erstreckt sich dabei über Genres wie Rap, Instrumental-Hip-Hop, Funk, Soul, Trip-Hop, Jazz, Dancehall und Pop.

## Preise und Auszeichnungen
- Die gemeinsam mit dem No Input Ensemble in Karlsruhe als Performance uraufgeführte Produktion Fieber. Kommentarwerk zum Gebirgskriegsprojekt[10] wurde mit dem Karl-Sczuka-Förderpreis 2014 ausgezeichnet.[11]
- Gewinner des ETC 2015 (Enter The Club DJ Contest), Kategorie Urban[12]
- 3. Preis für die Kurzdoku Warum diese Kurzdoku? beim Karlsruher Dokumentarfestival dokKa, 26. Mai 2016 in Karlsruhe[13]

## Diskografie
Eigene Produktionen (Auswahl)
- 2005: Einszunull – Es Geht Um Mehr (Album), Zeitlos ft. Dove & Jintanino
- 2008: Tim Taylor – Der Mensch Und Die Anderen (Album), Der Weite Weg Zurück
- 2009: Ichiigai – Dance Party 2009 • 2xC – Aufbruch
- 2014: No Input Ensemble & 2xC – Fieber. Kommentarwerk zum Gebirgskriegsprojekt

Cuts & Scratches auf anderen Veröffentlichungen (Auswahl)
- 2005: Jintanino – Vom Mittelmaß Der Dinge (Album), Vor Die Hunde
- 2005: Einszunull – Es Geht Um Mehr (Album), Der Shit ft. Esay
- 2007: Tim Taylor – Ein Tag, Eine Chance (Kassel Mixtape)
- 2013: Barish Beats Instrumental LP Snippet (mixed by 2xC)
- 2014: Curlyman – „Ruf Die Homiez An“ (cvrly as fvck EP)
- 2014: Schote – Gut (Juice Exclusive), VÖ auf Juice CD No.124
- 2016: Big Digga präsentiert Fächerstadt Cypher

## Performances (Auswahl)
- 2012: Rihm-Xxxxxx Mutationen, Badische Landesbibliothek, Karlsruhe, 5. April[14]
- 2013: Auftritt mit dem Gambenconsort „Les Escapades“, HfG Karlsruhe, 17. April[15]
- 2013: Keil Getrieben (ARD Hörspieltage)[1] – Städtische Galerie, Karlsruhe, 7. November
- 2014: No Input Ensemble & 2xC – Fieber. Kommentarwerk zum Gebirgskriegsprojekt[16], Uraufführung, Großes Studio der HfG Karlsruhe, 13. Mai
- 2015: Gedachte Stadt, Die Bäckerei, Innsbruck, 7. März[17]
- 2015: Epistrophé für fünf Mischpulte – mit Interludien für einen Plattenspieler - mit No Input Ensemble, Städtische Galerie, Karlsruhe, 15. November
- 2016: Schwarzwaldlabor – Konzert für Gemälde (Stimme)[18] – Städtische Galerie, Karlsruhe, ARD Hörspieltage 2016
- 2018: archive transfer – Sound Performance,[19] Ursula Blickle Stiftung, Kraichtal-Unteröwisheim, 12. Oktober

## Zusammenarbeit mit anderen Künstlern
- 2015: Gedachte Stadt von Ursula Schachenhofer, Sound-Performance zum Projekt „Gedachte Stadt“
- 2015: Pink Flamingo von Philipp Engelhardt, 2-Kanal-Video-Installation, Sound von 2xC
- 2017: Radar Play von Miho Kasama & Lisa Bergmann (Hörspiel), als Sprecher